# Ladyboy (chanson)
Pour l’article homonyme, voir Ladyboy.
Singles de Indochine
Alice and June Adora
Pistes de Alice & June
Les Portes du soir Gang Bang
Ladyboy est une chanson d'Indochine parue sur le double-album Alice & June en 2005.

## Classements par pays
| Pays     | Meilleure position |
| -------- | ------------------ |
| France   | 19                 |
| Belgique | 15                 |
| Suisse   | 58                 |
| Suède    | -                  |